# Mosnica
Mosnica (románul: Moșnița Veche) falu Romániában, a Bánságban, Temes megyében.

## Fekvése
Temesvártól 8 km-re keletre, Újmosnica mellett fekvő település.

## Története
A falu nevét 1333-ban Monis alakbann említette először oklevél.
1717-ben Moschnitz, 1808-ban Mosnicza, Moschnicza (Verlassen), Moshnica, 1913-ban Mosnica, 1909-1919 között Mosnicza néven írták.
A település szerepelt a jozefiniánus térképen is Old Mosnita néven.
1902-ben a Mosnica melletti erdő egyik tisztásán alapították meg Újmosnicát Szentesről érkezett Békés vármegyei magyar telepesek, a régi Mosnicától pár száz méterre.
1910-ben Mosniczának 1896 lakosa volt, melyből 828 fő magyar, 40 német, 1018 román volt. Ebből 80 római katolikus, 767 református, 1001 görögkeleti ortodox volt.
A trianoni békeszerződés előtt Temes vármegye Központi járásához tartozott.
A 2002-es népszámláláskor 1370 lakosa közül 1275 fő (93,1%) román, 76 (5,5%) cigány, 12 (0,9%) magyar, 1 (0,1%) német, 5 (0,4%) pedig ismeretlen nemzetiségű volt.